# Doux Marais
Doux Marais is een dorp in de Franse gemeente Mézidon Vallée d'Auge in het departement Calvados. Doux Marais ligt ten noorden van de Oudon.

## Geschiedenis
De plaats werd reeds in de 12de eeuw vermeld als Doumarais, Odonis Mariscus en Odomariscus.
Op het eind van het ancien régime werd Doux Marais een gemeente. In 1836 werd de gemeente al opgeheven, net als buurgemeente Saint-Maclou, en met Saint-Maclou bij de gemeente Sainte-Marie-aux-Anglais gevoegd. Doux Marais werd toen hoofdplaats van die fusiegemeente.
Samen met de rest van Sainte-Marie-aux-Anglais werd Doux Marais in 1973 bij Le Mesnil-Mauger gevoegd. Op 1 januari 2017 ging deze gemeente op in de commune nouvelle Mézidon Vallée d'Auge.

## Bezienswaardigheden
- De Église Notre-Dame

Lijst van Franse gemeenten · Arrondissement Lisieux · Calvados · Normandië